# Lukania
Lukania (łac. Lucania) – kraina historyczna na południu antycznej Italii, między Zatoką Tarencką a Morzem Tyrreńskim, graniczyła z Kampanią, Apulią, Samnium i Bruttium. Wybrzeża były silnie skolonizowane przez Greków, a terytorium wewnętrzne zamieszkiwali Lukanowie.
Lukania wraz z Bruttium, Kalabrią i Apulią stanowiła w starożytności część tzw. Wielkiej Grecji.